# Walter E. Richartz
Walter Erich Richartz (seit 1942 bürgerlich Walter Erich Freiherr Karg von Bebenburg; * 14. Mai 1927 in Hamburg; † 3. Februar 1980 in Klingenberg am Main) war ein deutscher Chemiker und Schriftsteller.

## Leben
Walter Erich Richartz wurde als Sohn des aus Griemshorst bei Stade stammenden Korvettenkapitäns Karl Richarz (1887–1966) und seiner Frau Ingeborg, geborene von Kemnitz (1906–1970), in Hamburg geboren. 1942 wurde er von seinem Stiefvater, dem Verleger Franz-Theodor Karg von Bebenburg (1910–2003) adoptiert und nahm seinen Namen an. Seine Großeltern mütterlicherseits waren der Zoologe Gustav Adolf von Kemnitz (1881–1917) und die Ärztin und völkische Aktivistin Mathilde Ludendorff. Bis 1944 lebte er in Stuttgart, Vaihingen an der Enz und Weilheim. Er nahm als Soldat der Wehrmacht an der Schlussphase des Zweiten Weltkriegs teil und geriet in Kriegsgefangenschaft. Ab 1946 studierte er Chemie an der Technischen Universität München und ab 1952 an der Universität Hamburg, wo er 1955 zum Doktor der Naturwissenschaften promoviert wurde. Er war anschließend wissenschaftlicher Assistent und hielt sich von 1957 bis 1960 in den USA am Departement of Chemistry der Ohio State University auf. Nach seiner Rückkehr in die Bundesrepublik Deutschland war er Angestellter in einem Forschungslabor eines Betriebes der chemischen Industrie.
Richartz beschäftigte sich als Chemiker seit 1961 als Laborleiter in der Pharmaabteilung der Frankfurter Degussa AG (Chemiewerk Homburg) schwerpunktmäßig in der Arzneimittelsynthese mit der Synthese trisubstituierter Pyridine. Ihm gelang die Synthese von Flupirtin, einem Analgetikum, das von der damaligen Asta Medica AG (ehemals Chemiewerk Homburg), einem Tochterunternehmen der Degussa AG, auf den Markt gebracht und bis 2018 unter anderem unter dem Handelsnamen Katadolon vertrieben wurde. Richartz war Inhaber mehrerer Patente.
Seit 1979 war Walter von Bebenburg freier Schriftsteller. Er litt unter Depressionen, hatte bereits 1979 einen Suizidversuch unternommen und nahm sich Anfang Februar 1980 in der Nähe von Klingenberg am Main das Leben. Der Tote wurde einen Monat später von Spaziergängern gefunden.

## Werk
Walter von Bebenburg alias Walter E. Richartz ist vor allem mit realistisch erzählten und zum Satirischen tendierenden Werken hervorgetreten, in denen er den ihm vertrauten Wissenschaftsbetrieb und den Arbeitsalltag von Angestellten schildert. Daneben war er als Übersetzer aus dem Englischen tätig. Richartz war Mitglied des deutschen P.E.N.-Zentrums.
Als Naturwissenschaftler hat der Autor im Anschluss an Ernst Blochs Geist der Utopie in seinem Wissenschaftsessay „Plädoyer für das Utopische in der Wissenschaft“ (1971) die „fortgesetzte Verarmung der Anschauungsformen“ in allen „positivistischen“ Wissenschaften kritisiert, „für die Offenheit der Wissenschaft und ihrer Vermittler gegenüber allen kreativen Möglichkeiten“ plädiert und an die „Sprachtechnik des ´tongue in cheek´“ zur Herstellung von Doppel- und Mehrdeutigkeiten zur Produktion von Texten im „Schwebezustand […] zwischen Fiktion und Wirklichkeit […] im ´Utopischen Zustand´“ des „Unvorstellbaren […] als eine Eigenart der wahren Utopie“ erinnert – mit dem Ziel der „vollen Entfaltung aller Möglichkeiten des Denkens und der Imagination“ in Wissenschaft, Literatur und Kunst (vgl. Vorwärts ins Paradies. Aufsätze zur Literatur und Wissenschaft, Zürich 1979: 128 ff., hier besonders 166–187).

### Bücher
- als „Walter von Bebenburg“ mit Gernot W. Elmenhorst: Die Jazz-Diskothek. Rowohlt, Reinbek bei Hamburg 1961.
- Es funktioniert. Eremiten-Presse, Stierstadt im Taunus 1964.
- mit Arno Waldschmidt: Mutterleiber, Vaterländer. Eremiten-Presse, Stierstadt im Taunus 1965.
- Meine vielversprechenden Aussichten. Diogenes, Zürich 1966.
- Prüfungen eines braven Sohnes. Diogenes, Zürich 1966.
- Tod den Ärtzten. Diogenes, Zürich 1969.
- „Wörtlich betäubt“. Die Entstehung eines Romans. Mit fünfzehn Abbildungen von Horst B. Baerenz. Kohlkunstverlag, Frankfurt am Main 1969.
- Noface – nimm was du brauchst. Diogenes, Zürich 1973.
- Büroroman. Diogenes, Zürich 1976.
- Das Leben als Umweg und andere Geschichten. Diogenes, Zürich 1976.
- Der Aussteiger. Diogenes, Zürich 1979.
- Vorwärts ins Paradies. Aufsätze zur Literatur und Wissenschaft. Diogenes, Zürich 1979.
- Reiters westliche Wissenschaft. Zürich 1980.
- Tunneltexte. Patio, Frankfurt am Main 1981.
- ... auch so ein großer Klotzer. Patio, Neu-Isenburg 1983.
- Vom Äußersten. Diogenes, Zürich 1986.
- Schöne neue Welt der Tiere. Haffmans, Zürich 1987.
- Eterna. Patio, Dreieich 2005.
- Es funktioniert. Patio, Dreieich 2007.

### Hörspiele
- Abrichter. Regie: Fritz Schröder-Jahn (NDR 1970)
- Total Immersion (1977)
- Krankfeiern. Regie: Hermann Naber (BR/RIAS/WDR 1978) – Hörspiel des Monats Mai 1978
- Bürohörspiel. Regie: Walter Adler (BR/HR 1979)
- Der Installateurlehrling. Regie: Horst Loebe (HR 1980)
- Die Spitzensubstanz. Regie: Walter Adler (WDR/BR/HR/SFB 1980) – Hörspiel des Monats September 1980
- Stadt und Land. Regie: Hans Gerd Krogmann (BR 1980)

### Übersetzungen
- Lewis Carroll: Die kleine Alice, Zürich 1977
- Lewis Carroll: Geschichten mit Knoten, Frankfurt am Main 1978
- Raymond Chandler: Die kleine Schwester, Zürich 1975
- Stephen Crane: Das blaue Hotel, Zürich 1981
- F. Scott Fitzgerald: Zärtlich ist die Nacht, Zürich 1982
- Patricia Highsmith: Kleine Geschichten für Weiberfeinde, Zürich 1975
- Ring Lardner: Halts Maul, erklärte er, Frankfurt am Main 1967
- Henry L. Mencken: R.I.P., Frankfurt am Main 1968
- Henry David Thoreau: Über die Pflicht zum Ungehorsam gegen den Staat, Frankfurt am Main 1966

### Herausgeberschaft
- Shakespeares Geschichten, Band 1. Nacherzählt von Walter E. Richartz. Diogenes, Zürich 1978
- Dreizeiler. Eine Anthologie (mit Karl Riha). Patio, Frankfurt am Main 1978
- Schön ist die Jugend bei guten Zeiten. Prosa und Lyrik (mit Heinrich Droege). Athenäum, Königstein im Taunus 1980